# Front pour la victoire
Le Front pour la victoire (en espagnol : Frente para la Victoria, abrégé en FPV) est une coalition politique argentine de centre gauche, fondée en 2003 pour soutenir la candidature victorieuse à la présidentielle de 2003 du péroniste Néstor Kirchner. À la présidentielle de 2007, le FPV a soutenu la candidature de son épouse, Cristina Fernández de Kirchner, présidente du pays jusqu'en décembre 2015. Le noyau du FPV est constitué par le Parti justicialiste (péroniste).

## Composition

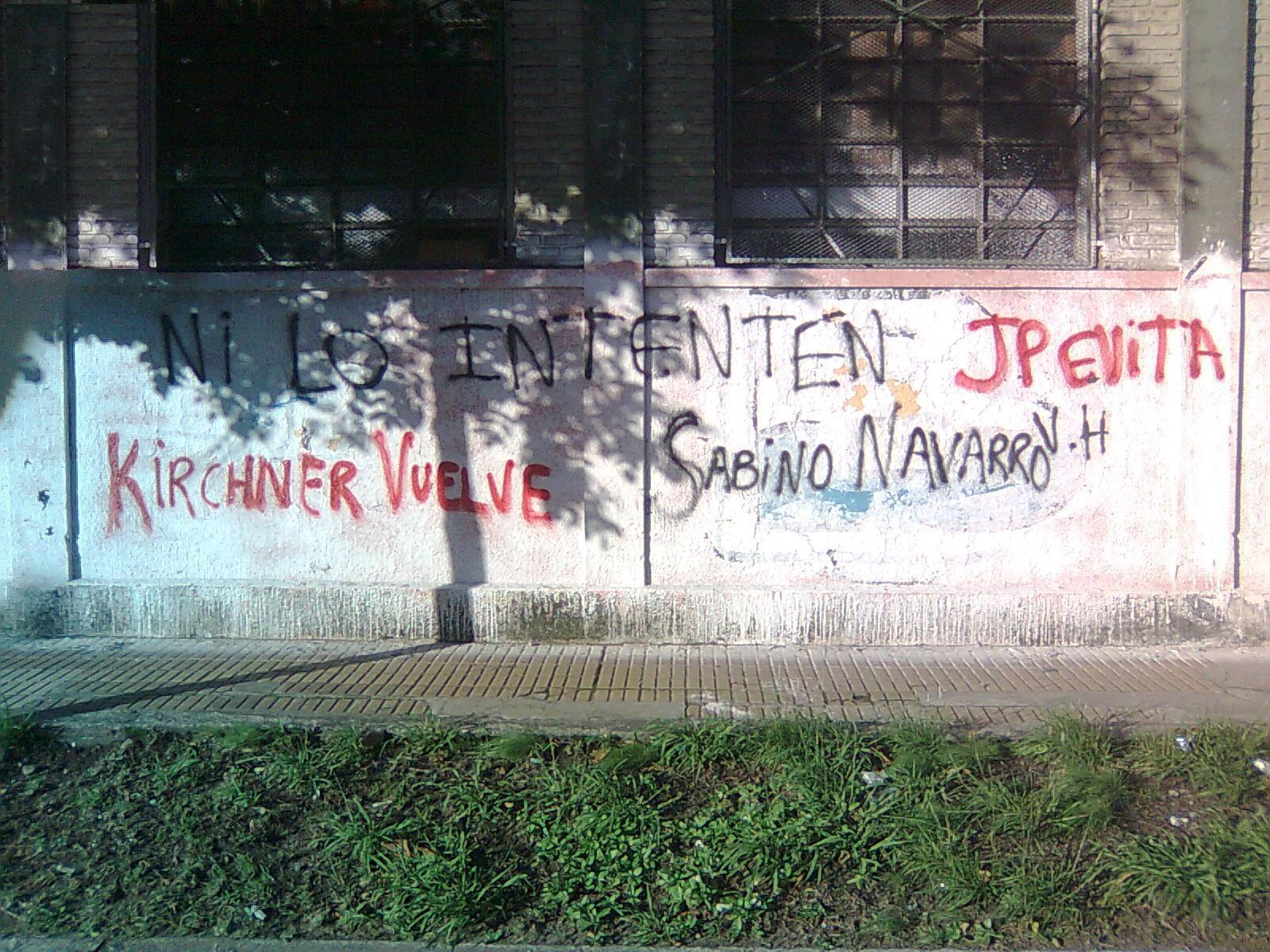
Graffiti d'appui au « kirchnérisme », réalisé par le groupe JP Evita et Sabino Navarro (mars 2009).

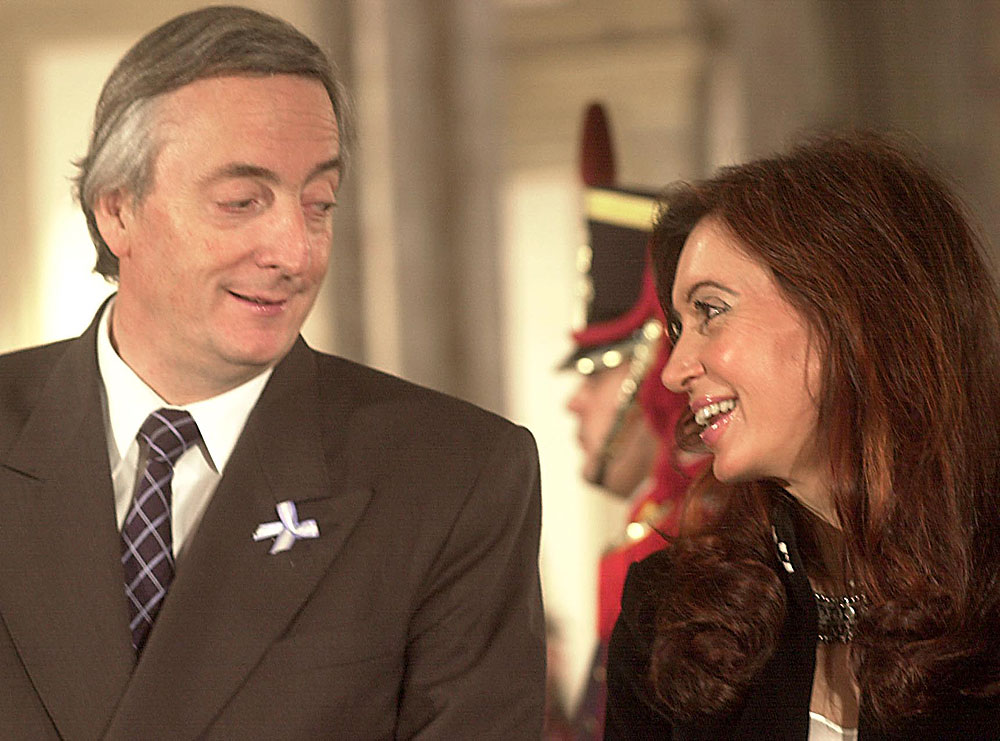
Néstor Kirchner et Cristina Fernández, représentants du « kirchnérisme » au pouvoir incarné par le Front pour la victoire.

La composition du Front pour la victoire varie selon les circonscriptions électorales, bien qu'elle soit toujours formée autour du Parti justicialiste (péroniste), présidé par Néstor Kirchner jusqu'à sa mort. Dans la ville de Buenos Aires, circonscription importante de par sa population, le FPV inclut le Parti justicialiste, le Parti de la victoire et le Parti Nueva Dirigencia (Nouvelle direction).
De façon générale, le FPV se caractérise par l'union des forces péronistes ainsi que du centre-gauche, dont un secteur de l'Union civique radicale (UCR), connu sous le nom de Radicales K (pour Kirchner), auquel appartient plusieurs gouverneurs provinciaux, tel Julio Cobos, élu vice-président de l'Argentine en 2007, Gerardo Zamora (Santiago del Estero, élu sur les listes de la coalition du Front civique pour Santiago) ou Miguel Saiz (Rio Negro). D'autres secteurs de partis organisés soutiennent la coalition au pouvoir, dont certaines tendances du Parti socialiste, du Parti démocrate-chrétien et du Parti communiste.
Enfin, le Parti humaniste, le Grand Front (Frente Grande), le Parti intransigeant, l'association Barrios de Pie (Quartiers Debout), Convergencia K, Convergencia de Izquierda (Convergence de gauche), etc., l'appuie également. Le parti PAIS faisait également partie de la coalition jusqu'en 2007, date à laquelle il est passé à la Coalition civique, principale force d'opposition de centre-gauche au kirchnérisme.

## Résultats électoraux

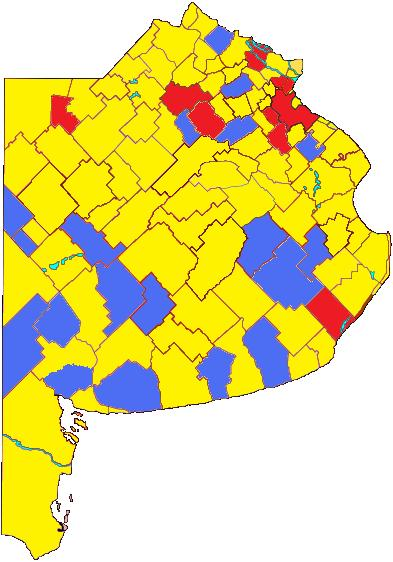
Résultats des élections générales de 2009 dans la province de Buenos Aires. En rouge les partidos gagnés par le Front pour la victoire; en bleu l'Accord civique et social (centre-gauche) et en jaune l'Union Pro (droite).

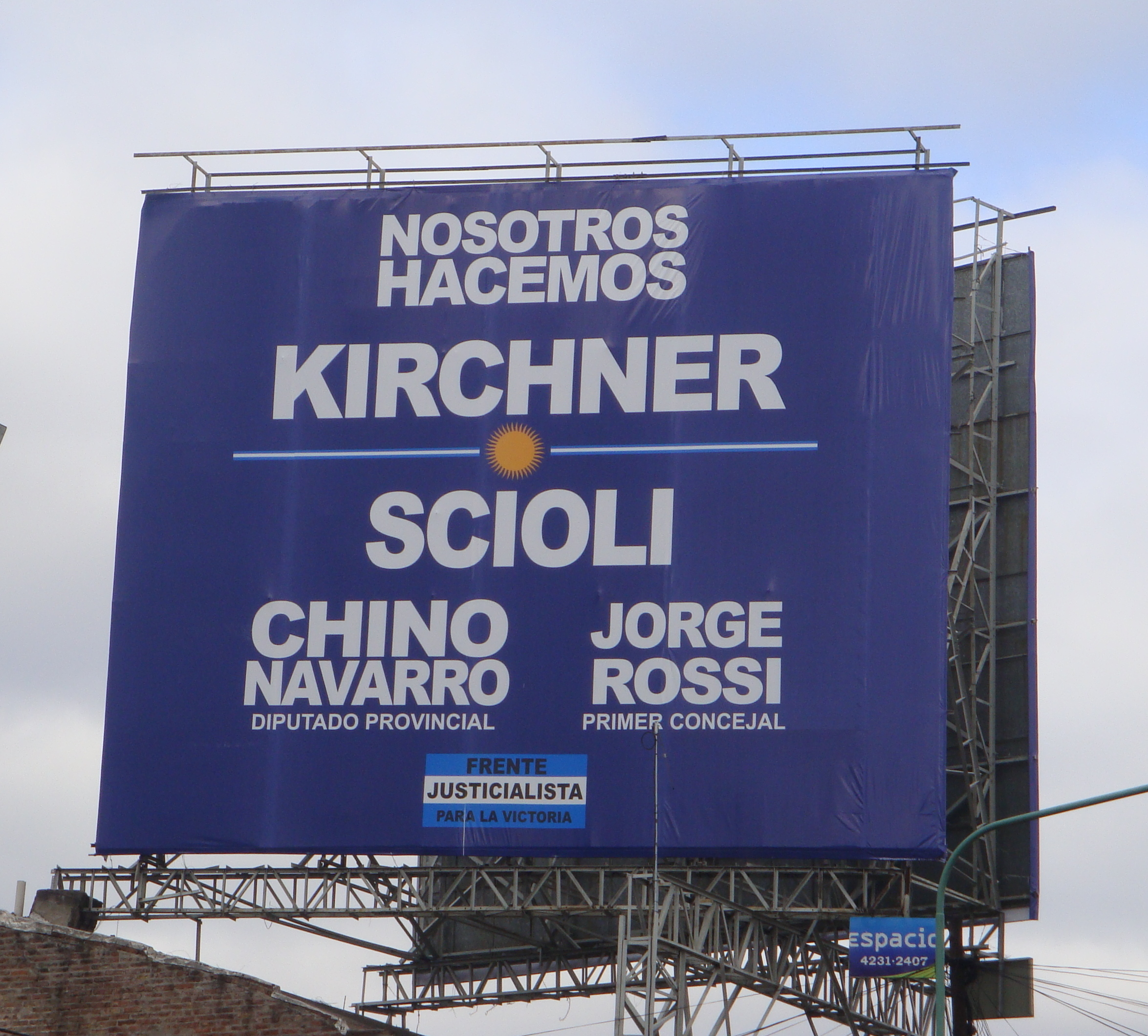
Affiche électorale pour la liste du FPV à Lomas de Zamora lors des élections générales de juin 2009, menée par Néstor Kirchner et Daniel Scioli.

Alors soutenu par le duhaldisme, le FPV est arrivé deuxième au premier tour de la présidentielle de 2003 avec 22 % des voix, derrière Carlos Menem, ex-président et membre du Parti justicialiste (péroniste), qui obtenait 24 % des suffrages. Toutefois, en raison de l'avantage de taille accordé à Néstor Kirchner par les sondages pour le second tour (plus de 60 % des voix), Menem a préféré abandonner la course, Kirchner étant ainsi élu président avec Daniel Scioli comme vice-président.
Aux élections générales de 2005, le duhaldisme quitta la coalition, menant à une opposition frontale entre deux dirigeants importants du Parti justicialiste, dont un, Néstor Kirchner, étant président de la République, tandis que l'autre, Eduardo Duhalde, était ex-président (2002-2003). La décision kirchnériste de s'opposer aux demandes du secteur patronal agricole (en particulier des patrons des grandes exploitations de soja) produisit la rupture. Le duhaldisme présenta ainsi Hilda "Chiche" González de Duhalde, l'épouse de l'ex-président, comme adversaire à Cristina Fernández de Kirchner; les deux furent élues sénatrices. Affaibli, le duhaldisme s'orienta alors de plus en plus à droite.
Le chef de cabinet des ministres Alberto Fernández confirma le 2 juillet 2007 que Néstor Kirchner ne serait pas candidat à la prochaine présidentielle, prévue pour 2007, mais que sa femme le serait,. Sa candidature fut officiellement lancée le 19 juillet 2007 au théâtre argentin de La Plata. Celle-ci se présenta en tant que défenseure des droits de l'homme et partisane des poursuites judiciaires à l'égard des militaires impliqués dans la « guerre sale » des années 1970 et militante du droit des femmes et de la parité. Elle maintenait alors des contacts avec Michelle Bachelet, présidente du Chili, la sénatrice américaine Hillary Clinton et la candidate à la présidentielle Ségolène Royal.
Elle fut élue présidente le 28 octobre 2007 avec 45,29 % des voix contre environ 23 % pour l'autre candidate de centre-gauche, Elisa Carrió, soutenue par la Coalition civique (ARI, UCR, etc.).
Bien que demeurant la première force du pays, le FPV a perdu des points lors des élections générales de 2009, en particulier face à son adversaire et rival de centre-gauche, la Coalition civique.
Le FPV gagne les élections législatives de 2013 en conservant la majorité à la Chambre des députés et au Sénat, mais accuse la perte des quatre principales provinces du pays.